# Liste des sites Ramsar en Écosse
Cette liste comprend tous les sites Ramsar de l'Écosse. Les sites Ramsar sont des sites de zones humides de renommée internationale, protégés aux termes de la convention de Ramsar sur les zones humides, qui a été développée et adoptée par les nations participantes lors d'une réunion tenue le 2 février 1971 à Ramsar en Iran. À la fin de 2010, 160 États étaient parties contractantes à la convention, et le nombre total de sites dans le monde s'élevait à 1 920. Le Royaume-Uni est l’un des 18 signataires de la convention et a depuis lors désigné 168 sites Ramsar. 51 de ces sites sont situés en Écosse, dont l'un, Upper Solway Flats and Marshes, qui couvre une partie de l'Écosse et de Angleterre dans le Solway Firth. La superficie totale de tous les sites Ramsar en Écosse est d'environ 313 500 hectares. Tous les sites Ramsar d'Écosse font partie du réseau européen Natura 2000 en tant que zone de protection spéciales ou zone spéciale de conservation, et de nombreux sites sont protégés en tant que site d'intérêt scientifique particulier en vertu de la législation du Royaume-Uni.

## Liste des sites Ramsar
| Nom                                                         | Council area                                                                          | Désignation                      | Area (hectares) | Coordonné                   | Site code | Image |
| ----------------------------------------------------------- | ------------------------------------------------------------------------------------- | -------------------------------- | --------------- | --------------------------- | --------- | ----- |
| Bridgend Flats, Islay                                       | Argyll and Bute                                                                       | 1988-07-14                       | 331             | 55° 46′ 00″ N, 6° 16′ 00″ O | UK13001   |       |
| Cairngorm Lochs                                             | Aberdeenshire / Highland / Moray                                                      | 1981-07-24                       | 173             | 57° 04′ 00″ N, 3° 47′ 00″ O | UK13002   |       |
| Caithness and Sutherland Peatlands                          | Highland                                                                              | 1999-02-02                       | 143,503         | 58° 20′ 00″ N, 3° 56′ 00″ O | UK13003   |       |
| Caithness Lochs                                             | Highland                                                                              | 1998-02-02                       | 1,379           | 58° 29′ 00″ N, 3° 20′ 00″ O | UK13004   |       |
| Cameron Reservoir                                           | Fife                                                                                  | 1994-03-14                       | 69              | 56° 18′ 00″ N, 2° 51′ 00″ O | UK13005   |       |
| Castle Loch, Lochmaben                                      | Dumfries and Galloway                                                                 | 1996-03-15                       | 108             | 55° 07′ 00″ N, 3° 26′ 00″ O | UK13006   |       |
| Claish Moss                                                 | Highland                                                                              | 1981-07-24                       | 568             | 56° 44′ 00″ N, 5° 44′ 00″ O | UK13007   |       |
| Coll                                                        | Argyll and Bute                                                                       | 1995-03-31                       | 2,209           | 56° 39′ 00″ N, 6° 30′ 00″ O | UK13008   |       |
| Cromarty Firth                                              | Highland                                                                              | 1999-07-22                       | 3,747           | 57° 41′ 00″ N, 4° 12′ 00″ O | UK13009   |       |
| Din Moss - Hoselaw Loch                                     | Scottish Borders                                                                      | 1988-07-14                       | 51              | 55° 35′ 00″ N, 2° 18′ 00″ O | UK13010   |       |
| Dornoch Firth and Loch Fleet                                | Highland                                                                              | 1997-03-24                       | 7,837           | 57° 51′ 00″ N, 4° 02′ 00″ O | UK13011   |       |
| East Sanday Coast                                           | Orkney                                                                                | 1997-08-11                       | 1,515           | 59° 16′ 00″ N, 2° 34′ 00″ O | UK13013   |       |
| Eilean na Muice Duibhe (Duich Moss), Islay                  | Argyll and Bute                                                                       | 1988-07-14                       | 576             | 55° 43′ 00″ N, 6° 15′ 00″ O | UK13014   |       |
| Fala Flow                                                   | Midlothian                                                                            | 1990-04-25                       | 318             | 55° 49′ 00″ N, 2° 54′ 00″ O | UK13015   |       |
| Firth of Forth                                              | Clackmannanshire / East Lothian / Edinburgh / Falkirk / Fife /Stirling / West Lothian | 2001-10-30                       | 6,314           | 56° 01′ 00″ N, 2° 53′ 00″ O | UK13017   |       |
| Firth of Tay & Eden Estuary                                 | Angus / Dundee / Fife / Perth and Kinross                                             | 2000-07-28                       | 6,918           | 56° 24′ 00″ N, 3° 05′ 00″ O | UK13018   |       |
| Gladhouse Reservoir                                         | Midlothian                                                                            | 1988-07-14                       | 186             | 55° 47′ 00″ N, 3° 06′ 00″ O | UK13021   |       |
| Greenlaw Moor                                               | Scottish Borders                                                                      | 1996-03-15                       | 248             | 55° 44′ 00″ N, 2° 27′ 00″ O | UK13022   |       |
| Gruinart Flats, Islay                                       | Argyll and Bute                                                                       | 1988-07-14                       | 3,261           | 55° 51′ 00″ N, 6° 20′ 00″ O | UK13023   |       |
| Inner Clyde Estuary                                         | East Dunbartonshire / Inverclyde / Renfrewshire / West Dunbartonshire                 | 2000-09-05                       | 1,825           | 55° 57′ 00″ N, 4° 38′ 00″ O | UK13024   |       |
| Inner Moray Firth                                           | Highland                                                                              | 1999-07-22                       | 2,339           | 56° 50′ 00″ N, 4° 21′ 00″ O | UK13025   |       |
| Kintyre Goose Roosts                                        | Argyll and Bute                                                                       | 1998-10-28                       | 312             | 55° 31′ 00″ N, 5° 37′ 00″ O | UK13027   |       |
| Lewis Peatlands                                             | Na h-Eileanan Siar                                                                    | 2000-12-22                       | 58,984          | 58° 15′ 00″ N, 6° 35′ 00″ O | UK13028   |       |
| Loch an Dùin                                                | Na h-Eileanan Siar                                                                    | 1990-04-25                       | 2,621           | 57° 38′ 00″ N, 7° 09′ 00″ O | UK13029   |       |
| Loch Eye                                                    | Highland                                                                              | 1986-10-01                       | 205             | 57° 47′ 00″ N, 3° 58′ 00″ O | UK13031   |       |
| Loch Ken and River Dee Marshes                              | Dumfries and Galloway                                                                 | 1992-08-31                       | 769             | 54° 59′ 00″ N, 4° 01′ 00″ O | UK13032   |       |
| Loch Leven                                                  | Perth and Kinross                                                                     | 1976-01-05                       | 1,612           | 56° 12′ 00″ N, 3° 23′ 00″ O | UK13033   |       |
| Loch Lomond                                                 | Stirling / West Dunbartonshire                                                        | 1976-01-05                       | 237             | 56° 04′ 00″ N, 4° 30′ 00″ O | UK13034   |       |
| Loch Maree                                                  | Highland                                                                              | 1994-09-19                       | 3,174           | 57° 41′ 00″ N, 5° 28′ 00″ O | UK13035   |       |
| Loch of Inch and Torrs Warren                               | Dumfries and Galloway                                                                 | 1999-02-02                       | 2,111           | 54° 50′ 00″ N, 4° 52′ 00″ O | UK13037   |       |
| Loch of Kinnordy                                            | Angus                                                                                 | 1994-03-29                       | 85              | 56° 40′ 00″ N, 3° 03′ 00″ O | UK13038   |       |
| Loch of Lintrathen                                          | Angus                                                                                 | 1981-07-24                       | 217             | 56° 41′ 00″ N, 3° 11′ 00″ O | UK13039   |       |
| Loch of Skene                                               | Aberdeenshire                                                                         | 1986-10-01                       | 121             | 57° 09′ 00″ N, 2° 21′ 00″ O | UK13040   |       |
| Loch of Strathbeg                                           | Aberdeenshire                                                                         | 1995-11-27                       | 616             | 57° 37′ 00″ N, 1° 53′ 00″ O | UK13041   |       |
| Loch Ruthven                                                | Highland                                                                              | 1996-08-16                       | 201             | 57° 20′ 00″ N, 4° 17′ 00″ O | UK13042   |       |
| Loch Spynie                                                 | Moray                                                                                 | 1992-08-31                       | 94              | 57° 41′ 00″ N, 3° 17′ 00″ O | UK13043   |       |
| Montrose Basin                                              | Angus                                                                                 | 1995-02-03                       | 985             | 56° 43′ 00″ N, 2° 30′ 00″ O | UK13046   |       |
| Moray and Nairn Coast                                       | Highland / Moray                                                                      | 1997-02-02                       | 2,412           | 57° 39′ 00″ N, 3° 44′ 00″ O | UK13048   |       |
| Muir of Dinnet                                              | Aberdeenshire                                                                         | 1999-07-22                       | 158             | 57° 05′ 00″ N, 2° 55′ 00″ O | UK13049   |       |
| North Uist Machair and Islands                              | Na h-Eileanan Siar                                                                    | 1999-07-22 (extended 2000-11-03) | 4,705           | 57° 32′ 00″ N, 7° 23′ 00″ O | UK13050   |       |
| Rannoch Moor                                                | Perth and Kinross                                                                     | 1976-01-05                       | 1,519           | 56° 39′ 00″ N, 4° 36′ 00″ O | UK13051   |       |
| Rinns of Islay                                              | Argyll and Bute                                                                       | 1990-04-25                       | 3,571           | 55° 51′ 00″ N, 6° 23′ 00″ O | UK13052   |       |
| River Spey – Insh Marshes                                   | Highland                                                                              | 1997-02-02                       | 1,159           | 57° 05′ 00″ N, 4° 00′ 00″ O | UK13053   |       |
| Ronas Hill – North Roe and Tingon                           | Shetland                                                                              | 1997-08-11                       | 5,470           | 60° 33′ 00″ N, 1° 25′ 00″ O | UK13054   |       |
| Silver Flowe                                                | Dumfries and Galloway                                                                 | 1981-07-24                       | 620             | 55° 07′ 00″ N, 4° 24′ 00″ O | UK13055   |       |
| Sléibhtean agus Cladach Thiriodh (Tiree Wetlands and Coast) | Argyll and Bute                                                                       | 2001-11-16                       | 1,939           | 56° 30′ 00″ N, 6° 52′ 00″ O | UK13056   |       |
| South Tayside Goose Roosts                                  | Perth and Kinross                                                                     | 1993-04-22                       | 331             | 56° 16′ 00″ N, 3° 50′ 00″ O | UK13057   |       |
| South Uist Machair and Lochs                                | Na h-Eileanan Siar                                                                    | 1976-01-05                       | 5,019           | 57° 19′ 00″ N, 7° 20′ 00″ O | UK13058   |       |
| Upper Solway Flats and Marshes                              | Dumfries and Galloway / Cumbria                                                       | 1986-10-01                       | 43,637          | 54° 54′ 00″ N, 3° 25′ 00″ O | UK11079   |       |
| Westwater                                                   | Scottish Borders                                                                      | 1995-11-27                       | 50              | 55° 45′ 00″ N, 3° 24′ 00″ O | UK13060   |       |
| Ythan Estuary et Meikle Loch                                | Aberdeenshire                                                                         | 1998-03-30                       | 314             | 57° 20′ 00″ N, 1° 57′ 00″ O | UK13061   |       |